# Lars Gulpen
Lars Gulpen (Nijswiller, 4 juli 1993) is een Nederlands voetballer die doorgaans speelt als middenvelder. In juli 2022 verruilde hij EHC voor Zwart-Wit '19.

## Carrière
Gulpen begon zijn carrière bij de plaatselijke amateurvereniging, SV Nyswiller. Hij stapte uiteindelijk over naar de jeugdopleiding van Fortuna Sittard. Bij deze club debuteerde de middenvelder uiteindelijk op 27 augustus 2010, toen er met 3–0 werd verloren in de uitwedstrijd tegen FC Eindhoven. Hij verving dat duel Soufiane Dadda. In dat seizoen speelde hij uiteindelijk zeven duels, waarin hij twee keer het net vond, namelijk tegen FC Dordrecht en RKC Waalwijk. In 2015 ging hij naar EHC. EHC trok het eerste elftal begin 2022 terug, waardoor Gulpen en zijn teamgenoten een paar manden zonder club zaten. Vanaf de zomer van dat jaar ging hij spelen bij Zwart-Wit '19.

## Clubstatistieken
| Seizoen | Club            | Competitie     | Competitie | Competitie | Beker | Beker | Internationaal | Internationaal | Totaal | Totaal |
| Seizoen | Club            | Competitie     | Wed.       | Dlp.       | Wed.  | Dlp.  | Wed.           | Dlp.           | Wed.   | Dlp.   |
| ------- | --------------- | -------------- | ---------- | ---------- | ----- | ----- | -------------- | -------------- | ------ | ------ |
| 2010/11 | Fortuna Sittard | Eerste divisie | 7          | 2          | 0     | 0     | —              | —              | 7      | 2      |
| 2011/12 | Fortuna Sittard | Eerste divisie | 7          | 0          | 0     | 0     | —              | —              | 7      | 0      |
| 2012/13 | Fortuna Sittard | Eerste divisie | 1          | 0          | 0     | 0     | —              | —              | 1      | 0      |
| 2013/14 | Fortuna Sittard | Eerste divisie | 26         | 3          | 1     | 0     | —              | —              | 27     | 3      |
| 2014/15 | Fortuna Sittard | Eerste divisie | 8          | 0          | 1     | 0     | —              | —              | 9      | 0      |
| Totaal  | Totaal          | Totaal         | 49         | 5          | 2     | 0     | 0              | 0              | 51     | 5      |